# Anquincila
Anquincila es una localidad de la Provincia de Catamarca, Argentina, dentro del Departamento Ancasti.

## Características generales
La localidad se ubica a aproximadamente 10 km al noroeste de la Villa de Ancasti. Se encuentra en un entorno serrano típico, en torno al Río Anquincila.
Cuenta con algunos servicios orientados al turismo, dos escuelas de gestión pública y un centro primario de atención en salud.

## Población
Según el Instituto Nacional de Estadísticas y Censo (Indec), en el censo de 2 010, la comuna cuenta con 202 habitantes, lo que representa un leve incremento frente a los 200 habitantes del censo de 2 001.
| Gráfica de evolución demográfica de Anquincila entre 1991 y 2010 |
|                                                                  |
| Fuente: Censos nacionales del INDEC                              |